# 일본 공안심사위원회
공안심사위원회(일본어: 公安審査委員会)는 일본 법무성의 외국(外局)이다.

## 활동
파괴활동방지법(破壊活動防止法)에 따라 공안조사청의 처분 요구 청구를 받아 폭력주의적 파괴 활동을 행한 단체 및 무차별 대량 살인 행위를 행한 단체에 대한 각종 처분을 심사·결정하는 행정 위원회이다.

## 연혁

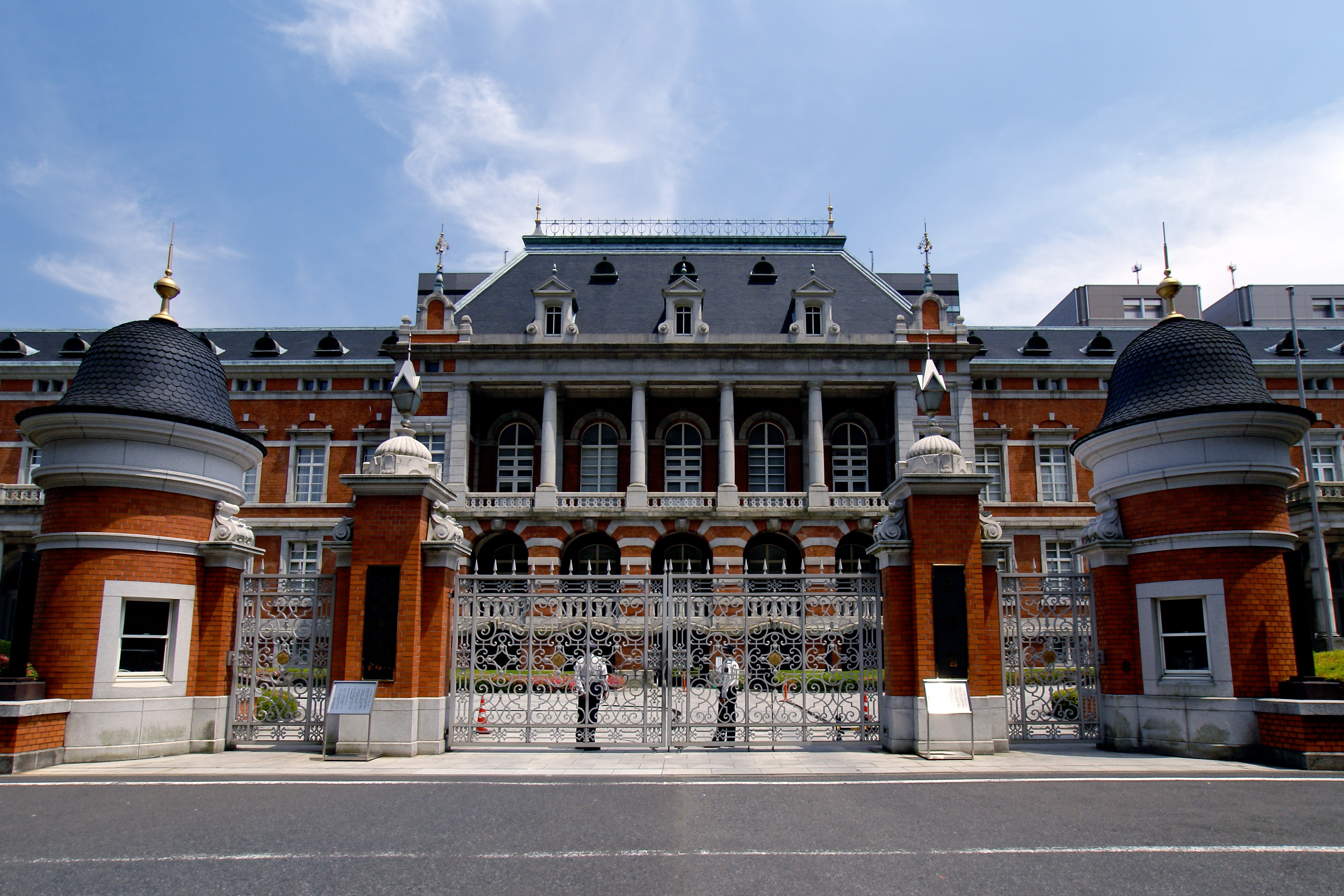
공안심사위원회가 설치된 중앙합동청사 제6호관

- 1952년 7월 21일, 파괴활동방지법의 시행과 동시에 설치된다.
- 1999년 12월 27일, 무차별 대량 살인 행위를 행한 단체의 규제에 관한 법률의 시행에 따라 이에 해당되는 단체도 새롭게 심사 대상이 된다.

## 조직
- 위원장(비상근. 일본 국회의 동의를 얻어 내각총리대신이 임명한다.)
- 위원 6명(비상근. 일본 국회의 동의를 얻어 내각총리대신이 임명한다. 그 중 1명은 위원장 대리로 선임한다.)
- 위원 보좌 3명(비상근. 위원장이 임명한다.)
- 사무국

※ 위원장은 위원 중에서 호선 되는 것이 아니라 내각총리대신에 의해 지명된다. 정식 호칭은 “공안심사위원회 위원장”이며, 약칭으로는 “공안심사위원장”이다. 위원 및 위원 보좌의 호칭도 같다.
※ 사무국은 통상 정원이 사무국장 이하 4명정도이지만, 관찰 처분 갱신 심사 준비 등 일시적으로 업무량이 늘어날 경우에는 검찰청의 검찰관이나 사무관 등이 파견된다. 법무성에서도 파견된다.

## 같이 보기
- 옴진리교